# ويلينغتون دانتاس دي جيسوس
ويلينغتون دانتاس دي جيسوس هو لاعب كرة قدم برازيلي في مركز الوسط، ولد في 9 يونيو 1982 في إيتابونا في البرازيل. لعب مع أتلتيكو مينيرو والنادي القنيطري ونادي أوبه ونادي اتحاد كلباء ونادي السيلية ونادي النجم الأحمر ونادي إنتينت.